# Монд дипломатик
„Монд дипломатик“ (на френски: Le Monde diplomatique) е независим международен вестник с лява насоченост. Френските му читатели го наричат „Le Diplo“ на кратко.
Статиите, които намират място на страниците на вестника, са с насоченост към проблемите в политиката, културата, икономиката, социалното неравенство и други. Съдържанието защитава философията и идеите на алтерглобалисткото движение, но и също и отправя критика към американизма, световния капитализъм и поддръжниците му. Днес  Монд дипломатик има 71 издания на 26 езика, 38 печатни и 33 онлайн.

## Възникване

### 1954 – 1989
„Монд дипломатик“ е създаден в Париж през 1954 г. В началото е журнал от 8 страници, чрез който дипломатите във Франция да се запознаят със случващото се на международната политическа сцена. Разпространяван е като притурка на френския ежедневник „Le Monde“ до 1996 г., когато печели финансова и издателска независимост.
По времето на първия главен редактор – Франсоа Хонти, „Монд дипломатик“ се развива като научно справочно списание. Внимателно се проследяват развитието на Движението на необвързаните и проблемите на Третия свят. Първоначално излиза в печат от 5 хиляди копия.
През януари 1973 г. втори главен редактор става Клод Жулиен. През този период тиражът скача на 50 хиляди копия. В следващите двадесет години, под ръководството на Мишлен Паулет, тиражът достига до 120 хиляди копия. Без да спира да отразява случващото се в Третия свят и да не променя позицията си, „Монд дипломатик“ разширява отношението си по застъпените до момента теми, като се концентрира върху международните икономически и финансови проблеми, конфликтите в Близкия изток и други.

### 1989 –
След падането на Берлинската стена през ноември 1989 г., разпадането на СССР и Войната в Персийския залив през 1990 – 1991 г., вестникът открито започва да критикува онова, което определя като „американски кръстоносен поход“. През януари 1991 г. за главен директор е избран Игнасио Рамоне, който остава на поста до 2008 г.
Под неговото ръководство „Монд дипломатик“ анализира светът след Студената война, обръщайки специално внимание на „етническите“ конфликти, възникващи през същия период – Югославските войни, Кавказките конфликти, Геноцидът в Руанда и други, а също и новите информационни технологии.
През 2001 г. вестникът изиграва важна роля в създаването на Световния социален форум в Порто Алегре. След началото на Втората война в Персийския залив през 2003 г. по време на управлението на Джордж Уокър Буш, „Монд дипломатик“ продължава да критикува американската политика на „насилствена намеса в Близкия изток“.
През 2008 г. Игнасио Рамоне е наследен от Серж Халими, доктор на Политическите науки в Калифорнийския университет „Бъркли“.

## Игнасио Рамоне
Игнасио Рамоне Мигес (р. 5 май 1943 г.) е испанския журналист и писател, един от водачите на алтерглобалистите.

### Идеи и възгледи
Игнасио Рамоне е един от водещите автори и бивш главен редактор на „Монд дипломатик“, където открито дискутира глобалните икономически и политически проблеми. Идеите, които ясно и синтезирано популяризира и защитава са:
- да се прекрати преследването на всяка цена на икономически цели без значение какво ще коства
- да се спре с пропагандата на демокрация от страни, които далеч не спазват и следват нейните принципи
- представата, макар и все още утопична, за един обединен свят според философията и идеите на алтерглобализма

Игнасио Рамоне получава прозвището „кръстник“ на алтерглобализма, заради приноса си в неговото развитие и разпространение.

### Критика
Стилът му на писане се отличава с остра, но градивна критика, предлагаща алтернативни решения на настоящите проблеми, засягащи човечеството. Една от темите, върху които Рамоне се фокусира, е потъпкването на човешките права и т.нар. „хуманитарни“ войни (оксиморон), част от отрицателните черти на глобализацията днес.
Рамоне се противопоставя открито на водената от САЩ политика, определяйки я за империалистка, на липсата на каквито и да е признаци на спазването на демократичните принципи от страна на американските политици, влагащи огромни средства и усилия за „въдворяване на демокрация“ по целия свят, често без успех. Успява да изобличи зле прикритите икономически интереси, които често се крият зад военните кампании на САЩ.
Друга важна цел на статиите на Рамоне е разкриването на капитализма, управляващ света, и неговата истинска същност. Непрекъснатият му стремеж за световно господство, принадлежащо на малка група магнати и политици. Като още по-голям проблем разглежда установяването на „нов капитализъм, още по-брутален и завоевателен“.